# ATPチャレンジャーツアー・ファイナル
ATPチャレンジャーツアー・ファイナル（ATP Challenger Tour Finals）は、かつて開催されていたATPワールドツアーの下部ツアー・ATPチャレンジャーツアーの大会である。

## 概要
ATPチャレンジャーツアー・ファイナルは2011年に設立された大会。ATPチャレンジャーツアーの成績上位選手7名とワイルドカード1名の計8名が出場し、ATPワールドツアー・ファイナルと同じ形式で優勝者を決める。
2015年を最後に終了し、代わって21歳以下の選手が対象のネクストジェネレーション・ATPファイナルが2017年に新設された。

## 歴代優勝者

### シングルス
| 年数   | 開催地     | サーフェス    | 優勝者                           | 準優勝者                         | スコア                  |
| ------ | ---------- | ------------- | -------------------------------- | -------------------------------- | ----------------------- |
| 2011年 | サンパウロ | ハード (室内) | セドリック＝マルセル・シュテーベ | ドゥディ・セラ                   | 6-2, 6-4                |
| 2012年 | サンパウロ | ハード (室内) | ギド・ページャ                   | アドリアン・ウングル             | 6-3, 6-7(4–7), 7-6(7–4) |
| 2013年 | サンパウロ | クレー        | フィリッポ・ボランドリ           | アレハンドロ・ゴンサレス         | 4–6, 6–4, 6–2           |
| 2014年 | サンパウロ | クレー (室内) | ディエゴ・シュワルツマン         | ギリェルメ・クレザール           | 6-2, 6-3                |
| 2015年 | サンパウロ | クレー (室内) | イニゴ・セルバンテス             | ダニエル・ムニョス・デ・ラ・ナバ | 6–2, 3–6, 7–6(7–4)      |